# Aesopus (geslacht)
Aesopus is een geslacht van weekdieren uit de klasse van de Gastropoda (slakken).

## Soorten
- Aesopus algoensis (G. B. Sowerby III, 1892)
- Aesopus aliciae Marincovich, 1973
- Aesopus arestus Dall, 1919
- Aesopus australis (Angas, 1877)
- Aesopus benitoensis (deMaintenon, 2019)
- Aesopus cassandra (Hedley, 1904)
- Aesopus chrysalloideus (Carpenter, 1866)
- Aesopus clausiliformis (Kiener, 1834)
- Aesopus cumingii (Reeve, 1859)
- Aesopus eurytoides (Carpenter, 1864)
- Aesopus foucheae Lussi, 2017
- Aesopus fredbakeri Pilsbry & H. N. Lowe, 1932
- Aesopus fuscostrigatus (Carpenter, 1864)
- Aesopus geraldsmithi Lussi, 2001
- Aesopus goforthi Dall, 1912
- Aesopus gracilis Faber, 2004
- Aesopus guyanensis Pelorce, 2017
- Aesopus hilium Hedley, 1908
- Aesopus jaffaensis (Verco, 1910)
- Aesopus japonicus Gould, 1860
- Aesopus meta (Thiele, 1925)
- Aesopus multistriatus (Preston, 1905)
- Aesopus myrmecoon Dall, 1916
- Aesopus obesus (Hinds, 1844)
- Aesopus osborni Hertlein & A. M. Strong, 1951
- Aesopus pallidulus (Hedley, 1906)
- Aesopus plurisulcatus (Reeve, 1859)
- Aesopus rotundus Drivas & Jay, 1990
- Aesopus sanctus Dall, 1919
- Aesopus solidus (May, 1911)
- Aesopus stearnsii (Tryon, 1883)
- Aesopus subturritus (Carpenter, 1866)
- Aesopus urania Melvill & Standen, 1901
- Aesopus veneris (Thiele, 1925)

### Synoniemen
- Aesopus angustus (G. B. Sowerby III, 1886) => Clathranachis angusta (G. B. Sowerby III, 1886)
- Aesopus eurytoideus => Aesopus eurytoides (Carpenter, 1864)
- Aesopus filosus Angas, 1867 => Aesopus plurisulcatus (Reeve, 1859)
- Aesopus metcalfei (Reeve, 1860) => Aesopus obesus (Hinds, 1844)
- Aesopus metella (Thiele, 1925) => Decipifus metellus (Thiele, 1925)
- Aesopus spiculus (Duclos, 1846) => Aesopus clausiliformis (Kiener, 1834)
- Aesopus xenicus Pilsbry & H. N. Lowe, 1932 => Glyptaesopus xenicus (Pilsbry & H. N. Lowe, 1932)